# Nadroparin
Nadroparin (Freiname Nadroparin-Calcium) ist ein Arzneistoff aus der Gruppe der niedermolekularen Heparine (NMH), der zur Blutgerinnungshemmung eingesetzt wird. Es wurde 1986 unter dem Handelsnamen Fraxiparin als das weltweit erste NMH zur Vorbeugung vor venöser Thromboembolie (VTE) – einem Gefäßverschluss durch ein Blutgerinnsel in den tiefen Venen oder der Lungenarterie – zugelassen. Wenige Jahre später folgte eine Erweiterung der Anwendung um die Behandlung von tiefen Beinvenenthrombosen.
Im Jahr 2013 gab das Unternehmen GlaxoSmithKline die Zulassung für Fraxiparin an das südafrikanische Pharmaunternehmen Aspen Holdings ab.

## Eigenschaften
Nadroparin wird aus Heparin aus der Darmschleimhaut von Schweinen gewonnen. Die langkettigen Moleküle werden durch Umsetzung mit salpetriger Säure depolymerisiert (=aufgespalten) und fraktioniert. Die mittlere relative Molekülmasse beträgt 3600 bis 5000, der Grad der Sulfatierung je Disaccharid-Einheit beträgt circa 2. Das Verhältnis Anti-Faktor-Xa-Aktivität zu Anti-Faktor-IIa-Aktivität liegt zwischen 2,5 und 4.

## Klinische Angaben

### Anwendungsgebiete
Nadroparin wird zur Vorbeugung gegen Venenthrombosen durch Operationen – auch größeren orthopädischen Eingriffen (z. B. Hüftoperationen) – und zur Behandlung von tiefen Venenthrombosen verwendet. Ferner wird Nadroparin zur Gerinnungshemmung während der Blutwäsche (Hämodialyse und Hämofiltration) im extrakorporalen Kreislauf eingesetzt.

### Art und Dauer der Anwendung
Nadroparin wird zur Vorbeugung und Behandlung tiefer Venenthrombosen als Calcium-Salz in Form einer Injektionslösung subkutan injiziert. Die körpergewichtangepasste Dosierung und die Behandlungsdauer richten sich nach dem Anwendungsgebiet. Je nachdem werden bis zu 19.000 I.E. anti-Xa Nadroparin-Calcium täglich in ein bis zwei Tagesgaben über fünf oder mehr Tage – so lange wie ein Thromboserisiko besteht – gespritzt.
Wegen der Gefahr einer Heparin-induzierten Thrombozytopenie (HIT) muss die Zahl der Thrombozyten (Blutplättchen) während der Behandlung regelmäßig kontrolliert werden. Gelegentlich kann zu Beginn der Behandlung mit Nadroparin eine leichte, vorübergehende Thrombozytopenie (Typ I) auftreten. Da sie im Allgemeinen nicht zu Komplikationen führt, kann die Behandlung fortgeführt werden. Beim Auftreten einer schweren Thrombozytopenie (Typ II) hingegen muss die Behandlung mit Nadroparin sofort abgebrochen werden, auch andere Heparine können dann nicht zur Hemmung der Blutgerinnung verwendet werden.
Zur Gerinnungshemmung während der Hämodialyse und Hämofiltration muss die Dosis für jeden Patienten individuell eingestellt werden.

### Gegenanzeigen
Nadroparin darf, wie andere niedermolekulare Heparine auch, nicht angewendet werden bei Überempfindlichkeit gegen den Wirkstoff, bei Gerinnungsstörungen wie etwa dem Vorliegen einer verringerten Anzahl von Blutplättchen (Thrombozytopenie) oder einem Mangel an Gerinnungsfaktoren, bei Blutungsneigung etwa durch Geschwüre oder andere Organveränderungen und durch Verletzungen, sowie bei schwerer Beeinträchtigung der Leber- und Nierenfunktion. Bei Neugeborenen, insbesondere unreifen Frühgeborenen, darf Nadroparin ebenfalls nicht angewendet werden.

### Nebenwirkungen
Die häufigsten Nebenwirkungen sind kleine Blutergüsse (Hämatome) an der Einstichstelle, Blutungskomplikationen sowie ein Anstieg der Kaliumkonzentration und bestimmter Leberenzyme im Serum.

## Wirkungsweise
Niedermolekulare Heparine unterschieden sich in der Wirkung vom Standard-Heparin hauptsächlich dadurch, dass sie in der Gerinnungskaskade vorwiegend den Faktor-Xa hemmen. Auch ist ihre Halbwertzeit länger als die des Standard-Heparins. Für Nadroparin beträgt sie ca. 3,5 Stunden nach subkutaner Injektion. Nadroparin hemmt auch in geringem Ausmaß das Thrombin.
Die Wirkstärke von Nadroparin wird anhand der Anti-Faktor-Xa-Bestimmung ermittelt und in Anti-Xa Internationalen Einheiten (I.E.) angegeben.

## Wirksamkeit/Verträglichkeit
Die einmal tägliche Injektion von 2.850 I.E. anti-Xa Nadroparin verhinderte in der Allgemeinchirurgie bei Patienten mit mittlerem oder hohem Risiko signifikant mehr Beinthrombosen und Lungenembolien als die dreimal tägliche Injektion von Standard-Heparin (5.000 I.E.).
Die zweimal tägliche Gabe von körpergewichtsadaptiertem Nadroparin ist mindestens so wirksam und sicher wie die Dauerinfusion von aPTT-gesteuertem Standard-Heparin und ermöglicht eine ambulante Behandlung. Thrombozytopenien treten unter Nadroparin signifikant seltener auf als unter Standardheparin.